# Kralj u New Yorku
Kralj u New Yorku (eng. A King in New York) je film  Charlesa Chaplina iz 1957. koji predstavlja satirični pogled na neke aspekte američke politike i društva. Film je produciran u Europi nakon Chaplinova egzila iz SAD-a 1952. U Americi nije prikazan sve do početka sedamdesetih.

## Radnja
"Jedna od manjih neprilika u modernom životu je revolucija." Zbog revolucije u njegovoj zemlji, kralj Igor Shahdov (Charlie Chaplin) dolazi u New York gotovo osiromašen jer mu je imovinu ukrao vlastiti premijer. Pokušava stupiti u kontakt s Nuklearnom komisijom u vezi svojih ideja o upotrebi atomske energije u stvaranju utopije. Na večeri, koja se prenosi uživo na televiziji (što je njemu nepoznato), on otkriva kako je jedno vrijeme nastupao u kazalištu. Molili su ga da snimi televizijske reklame, ali se to njemu ne sviđa. Poslije snima par reklama kako bi zaradio nešto novca. Kad su ga pozvali da održi govor u školi za napredne, upoznaje Ruperta Macabeeja (Michael Chaplin), urednika školskih novina, desetogodišnjeg povjesničara koji mu održava anarhističku lekciju. Iako Rupert kaže kako nema povjerenja ni u jedan oblik vlade, njegovi su roditelji  komunisti. Samog Shahdova kasnije osumnjiče da je komunist te se mora suočiti s McCarthyjevim saslušanjima. Oslobođen je optužbi te se odlučuje pridružiti svojoj otuđenoj kraljici u Parizu kako bi se pomirili. Međutim, Rupertovi roditelji završavaju u zatvoru, a vlasti dječaka prisiljavaju da oda imena prijatelja svojih roditelja. Shahdov ga uvjeri da je antikomunistička paranoja besmislica i pozove ga da dođe u Europu sa svojim roditeljima.
Uz osudu metoda Odbora za neameričke aktivnosti, film se okreće protiv američkog komercijalizma, popularne glazbe i filma. U sceni na večeri se pojavljuje veliki broj satiričnih portreta glumaca i javnih osoba tog vremena; a Kralj prisustvuje filmskoj pretpremijeri filma Muškarac ili žena? (Glen ili Glenda).

## Glumci
- Charles Chaplin - Kralj Shahdov
- Maxine Audley - Kraljica Irene
- Jerry Desmonde - Premijer Voudel
- Oliver Johnston - Veleposlanik Jaume
- Dawn Addams - Ann Kay - Televizijski stručnjak
- Sid James - Johnson - Televizijski oglašivač
- Joan Ingram - Mona Cromwell - Hostesa
- Michael Chaplin - Rupert Macabee
- John McLaren - Macabee stariji
- Phil Brown - Ravnatelj
- Harry Green - Odvjetnik
- Robert Arden - Liftboj
- Alan Gifford - Ravnatelj škole
- Robert Cawdron - Šef policije
- George Woodbridge - Član Nuklearne komisije

## Vanjske poveznice
- Kralj u New Yorku u internetskoj bazi filmova IMDb-a